# Sagrado Corazón de Jesús

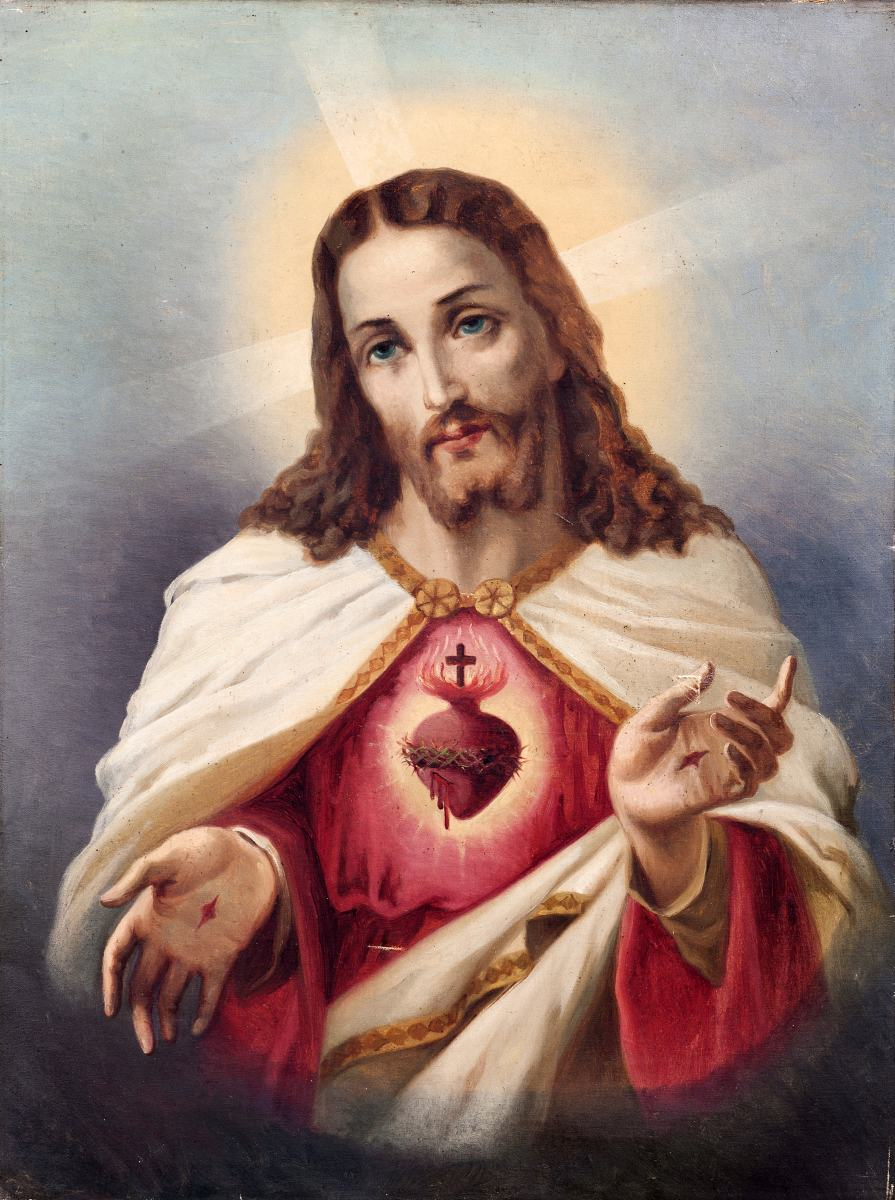
Pintura del Sagrado Corazón de Jesús en óleo sobre lienzo de la escuela portuguesa,.

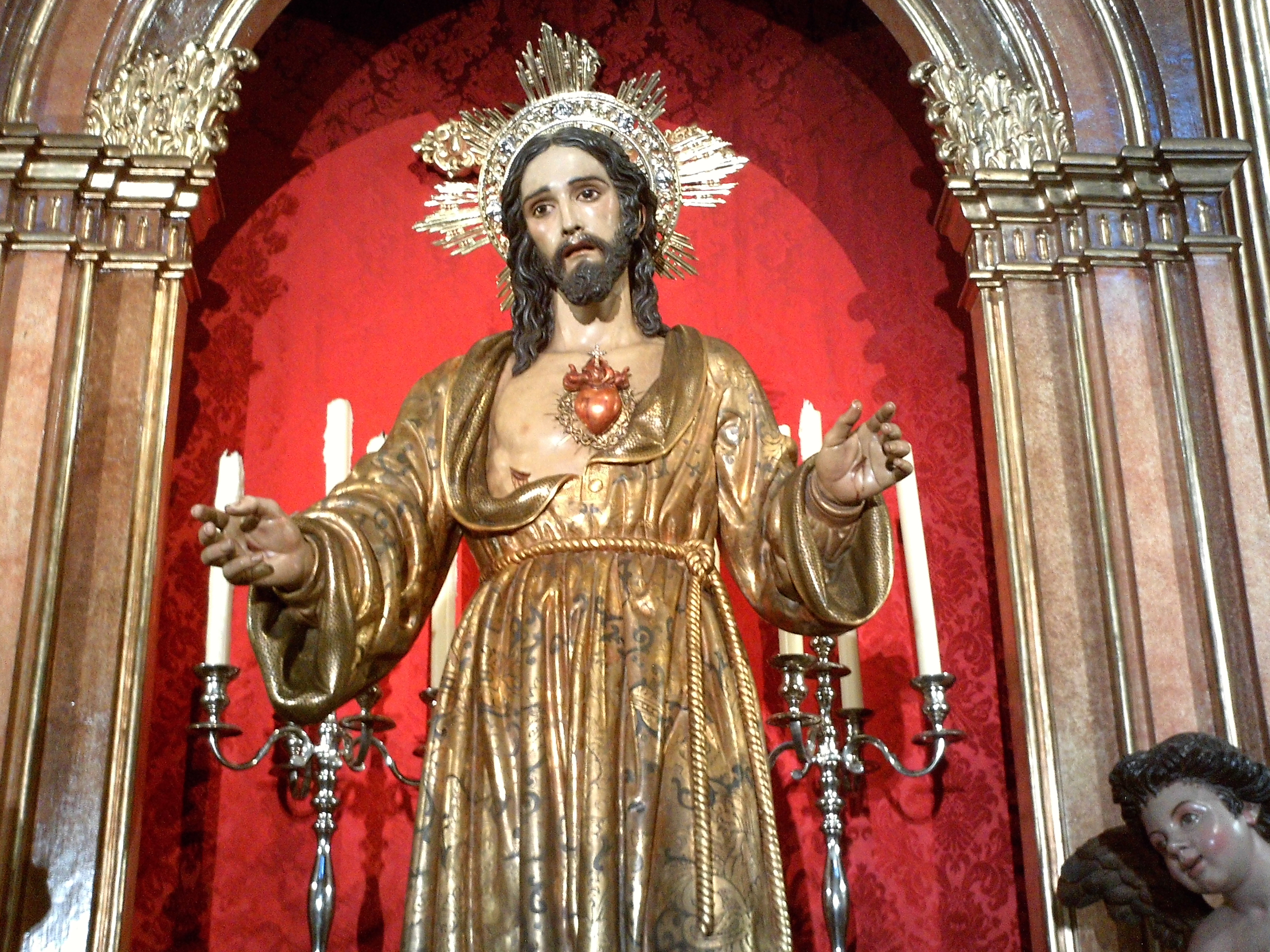
Sagrado Corazón de Jesús. Antonio Illanes, 1944. Iglesia de la Concepción, Sevilla, Andalucía, España.

El Sagrado Corazón de Jesús es una devoción católica referida al corazón de Jesucristo, como un símbolo de amor divino. La devoción al Sagrado Corazón tuvo su origen en una corriente mística centrada en la persona de Jesucristo, que concebía el corazón como centro vital y expresión de su entrega y amor total. En tal sentido, la devoción al Sagrado Corazón se refiere en particular a los sentimientos de Jesús, y en especial a su amor, según lo resume el Evangelio de San Juan:

Antes de la fiesta de la Pascua, sabiendo Jesús que había llegado su hora de pasar de este mundo al Padre, habiendo amado a los suyos que estaban en el mundo, los amó hasta el extremo.
Evangelio de Juan 13:1

Esta devoción insta a quienes la practican a tener, en palabras de San Pablo de Tarso, «los mismos sentimientos de Cristo» (Carta a los filipenses 2:5). Un número importante de congregaciones y de familias espirituales se conformaron en torno a la devoción al Sagrado Corazón.

## Historia de la devoción al Sagrado Corazón de Jesús

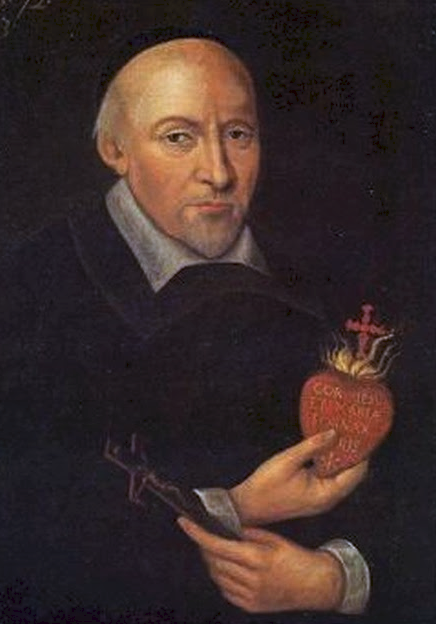
San Juan Eudes difundió la devoción al Sagrado Corazón de Jesús y al Inmaculado Corazón de María en el.

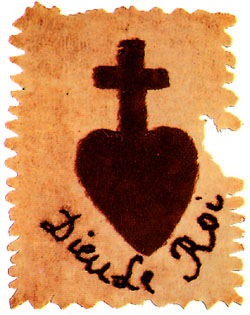
El Sagrado Corazón como emblema de los chuanes en el.

Para un israelita los pensamientos, sentimientos y decisiones, fuesen buenos o malos, procedían del corazón. Esto puede verse, por ejemplo, en Génesis 6:5, 1 Samuel 2:1, Mateo 12:35 y Lucas 6:45. Mediante el corazón se manifestaban las peculiaridades de cada uno, como se aprecia en 2 Corintios 2:4 y en Hebreos 4:12. Para los pueblos antiguos, incluido el hebreo, el símbolo de uno mismo y su identidad era el corazón. Esto puede apreciarse en Eclesiástico 37:13-14. El corazón era concebido como el lugar del pensamiento emotivo, lo que abarcaba el juicio, la comprensión, la perspicacia, la elección, el amor, el odio, la bondad, la maldad, la fe, la duda, la humidad, etc. Esto se aprecia en Mateo 13:15, Marcos 11:23, Lucas 1:51, Lucas 21:34, Lucas 24:35, Hechos 7:54, Hechos 8:22, Romanos 10:9 o 1 Corintios 4:5. El corazón era visto como un centro de reflexión y sensibilidad personal. Esto se aprecia en Lucas 2:19-51, Lucas 3:15, Lucas 5:22 y Lucas 9:47. De este modo, se consideraba que por el corazón la persona aceptaba o rechazaba a Dios y a las otras personas.
En el Antiguo Testamento Dios dice, por medio del profeta Ezequiel:

Os daré un corazón nuevo, y pondré espíritu nuevo dentro de vosotros; y quitaré de vuestra carne el corazón de piedra, y os daré un corazón de carne. Y pondré dentro de vosotros mi espíritu, y haré que andéis en mis estatutos, y guardéis mis preceptos y los pongáis por obra.
Libro de Ezequiel. Capítulo 36, versículos 26-27

Jesucristo dijo:

Venid a mí, los que estáis cansados y agobiados, y yo os aliviaré. Cargad con mi yugo y aprended de mí, que soy manso y humilde de corazón, y encontraréis descanso para vuestra vida. Porque mi yugo es suave y mi carga ligera.
Mateo 11:28-30

El papa Francisco dijo sobre este pasaje, en la Festividad del Sagrado Corazón de 2014, lo siguiente:

Este amor, esta fidelidad del Señor manifiesta la humildad de su corazón: Jesús no vino a conquistar a los hombres como los reyes y los poderosos de este mundo, sino que vino a ofrecer amor con mansedumbre y humildad. Así se definió a sí mismo: «Aprended de mí, que soy manso y humilde de corazón» (Mt 11, 29). Y el sentido de la fiesta del Sagrado Corazón de Jesús, que celebramos hoy, es que descubramos cada vez más y nos envuelva la fidelidad humilde y la mansedumbre del amor de Cristo, revelación de la misericordia del Padre. Podemos experimentar y gustar la ternura de este amor en cada estación de la vida: en el tiempo de la alegría y en el de la tristeza, en el tiempo de la salud y en el de la enfermedad y la dificultad.

La fidelidad de Dios nos enseña a acoger la vida como acontecimiento de su amor y nos permite testimoniar este amor a los hermanos mediante un servicio humilde y manso.

El sacerdote Luis Alonso Schökel comenta sobre esto:

Jesús invita a todos los abatidos, a las personas agobiadas por los mecanismos de exclusión social y religiosa, y les propone llevar otro yugo, otra carga: el yugo de la libertad, que exige al mismo tiempo humildad y mansedumbre, es decir, honestidad personal y capacidad de diálogo y tolerancia.

San Pablo de Tarso, en su Carta a los filipenses, dijo:

Dios es testigo de que los amo tiernamente en el Corazón de Cristo Jesús
Carta de San Pablo a los filipenses, 1:8

El sacerdote Luis Alonso Schökel comenta sobre esto:

Los sentimientos de gozo, cariño, confianza y añoranza dominan las relaciones de Pablo con los filipenses. La carta es, desde el principio, muy personal y nos ilustra un aspecto humano importante del apostolado de Pablo: la amistad que le unía a sus evangelizados, siguiendo el ejemplo de Jesús: "a ustedes los he llamado amigos" (Juan 15:15)

Existen varias teorías sobre de qué causa murió Jesús en la Cruz. Los Evangelios sinópticos indican que Jesús pegó un fuerte grito antes de morir en la Cruz. El doctor William Stroud, presidente de la Real Sociedad Médica de Edimburgo, propuso en el año 1847 en su «Tratado sobre la causa física de la muerte de Cristo» que la causa de la muerte fue la rotura del corazón con pericarditis. En la mayoría de los casos de esto, los moribundos emiten un fuerte grito. El obispo Giulio Ricci, estudioso del Santo Sudario de Oviedo, ha defendido esta teoría en varios congresos.
Jesús fue crucificado un viernes. El día de descanso de los judíos era el sábado. Según el Evangelio de Juan era el sábado "más solemne de todos" (Juan 19:31) y los muertos debían ser enterrados antes. A los crucificados se les rompían las piernas para provocarles la muerte. Rompieron las piernas a los dos crucificados junto a él, pero al llegar a Jesús vieron que estaba muerto. Entonces, un romano le asestó una lanzada, con el propósito de asegurarse de que estaba muerto. En el Evangelio de Juan se dice que, tras la lanzada, de su costado salió "sangre y agua" (Juan 19:33). Según Stroud, podría tratarse de sangre y suero procedentes del pericardio. En este supuesto, la lanzada habría atravesado el pulmón hasta el corazón. El médico francés Pierre Barbet cree que el "agua" que salió del costado de Jesús pudo ser líquido pericárdico.
Según el apócrifo Evangelio de Nicodemo, también conocido como las Actas de Pilato, escrito hacia el año 130, el romano se llamaba Longinos.
La tradición católica considera que la lanzada alcanzó el corazón de Jesús, por lo que este es representado con esta herida.
San Ambrosio escribió sobre el corazón traspasado de Cristo en la Cruz.
San Gregorio Magno (siglos VI-VII) dijo:

Mira el corazón de Dios en las palabras de Dios, para que con más ardor suspires por los bienes eternos.

Esta devoción tuvo una gran divulgación en el siglo XIII. San Buenaventura de Fidanza, franciscano italiano y doctor de la Iglesia, fue un gran devoto del Sagrado Corazón de Jesús. Otro devoto fue el dominico y doctor de la Iglesia San Alberto Magno. La mística y estigmatizada belga Santa Lutgarda de Tongres fue la primera persona en reportar haber tenido visiones del Sagrado Corazón a finales del siglo XII, cinco siglos antes de las visiones de Santa Margarita María Alacoque. Esta devoción fue divulgada por las monjas cistercienses alemanas Santa Matilde de Hackeborn y Santa Gertrudis de Helfta y estuvo presente en la espiritualidad de la terciaria franciscana Santa Ángela de Foligno.
En el siglo XIV, fueron grandes devotos del Sagrado Corazón la dominica y doctora de la Iglesia Santa Catalina de Siena y el dominico beato Enrique Suso.
En el siglo XVI, el Sagrado Corazón estuvo presente en la espiritualidad del teólogo jesuita neerlandés San Pedro Canisio.
San Juan Eudes fue un gran devoto del Sagrado Corazón de Jesús y del Inmaculado Corazón de María. Es el autor del primer oficio litúrgico en honor del Sagrado Corazón de Jesús, cuya fiesta solemne se celebró por primera vez, con el beneplácito de muchos obispos franceses, el 20 de octubre de 1672. En 1681 se publicó su obra titulada «La devoción al Sagrado Corazón de Jesús».

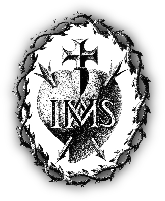
Escudo de la Orden de la Visitación.

Francisco de Sales (siglos XVI-XVII) también fue devoto del Sagrado Corazón y la Orden de la Visitación, que fundó en 1625, se hizo también para propagar esta devoción. El escudo de la orden es el Sagrado Corazón de Jesús con dos flechas.
Santa Margarita María de Alacoque entró en el convento de las visitandinas de Paray-le-Monial el 20 de junio de 1671. Tomó el hábito el 25 de agosto, día de San Luis, rey de Francia. A partir del 27 de diciembre de 1673 tuvo una serie de revelaciones de Jesús para promover esta devoción. El jesuita beato Claude la Colombiere le ayudó a difundirla.
En junio de 1675, tuvo una revelación en la cual Jesús le dijo que muchas personas, incluidas algunas consagradas a su servicio, no valoraban la devoción al Sagrado Corazón.
El 17 de junio de 1689 Margarita María escribió que Jesús quería que el rey consagrase el país al Sagrado Corazón:

Por lo tanto, este corazón divino desea, me parece, entrar con pompa y magnificencia en la casa de los príncipes y reyes, ser honrado allí tanto como fue ultrajado, despreciado y humillado en su Pasión y recibir por tanto el placer ver a los grandes hombres de la tierra abatidos y humillados ante él, al sentir la amargura de verse aniquilado a sus pies. Y aquí están las palabras que escuché sobre este tema: "Que el hijo mayor de mi Sagrado Corazón, hablando de nuestro rey, sepa que, como su nacimiento temporal se obtuvo por la devoción a los méritos de mi Santa Infancia, también obtendrá su nacimiento de la gloria y la gracia eternas por la consagración que hará de sí mismo a mi adorable Corazón, que quiere triunfar sobre el suyo, y por medio de él sobre el de los grandes de la tierra. Quiere reinar en su palacio, ser pintado en sus estandartes y grabado en sus brazos, para que sean victoriosos sobre todos sus enemigos, matando a sus pies estas orgullosas y soberbias cabezas, para hacerlo triunfar sobre todos los enemigos de la Santa Iglesia.

Luis XIV no realizó la consagración y muchos han considerado que existe relación espiritual con el hecho de que cien años después, el 17 de junio de 1789, se crease la Asamblea Nacional de la Revolución Francesa, que dio lugar al fin a la monarquía en Francia. En relación con esto, en 1917 la Virgen María se apareció a tres pastores en Fátima, Portugal, y dijo que volvería para pedir la consagración de Rusia al Inmaculado Corazón de María. En 1929 se apareció a Lucía dos Santos, uno de los tres videntes de Fátima, en Tuy, España, diciendo que había llegado el momento de realizar la consagración. Esta no se produjo entonces y, en 1931, Lucía dos Santos tuvo una aparición de Jesús que le dijo que le hiciera saber a sus ministros que, en vista de que seguían el ejemplo del rey de Francia, en la dilación de la ejecución de la petición, también lo habrían de seguir en la aflicción.
En agosto de 1689 Margarita María escribió que Dios quería que se construyese un edificio dedicado al Sagrado Corazón de Jesús:

el Padre Eterno desea reparar la amargura y la angustia que el adorable corazón de su divino Hijo recibió en la casa de los príncipes de la tierra, entre las humillaciones y los ultrajes de su Pasión, quiere establecerse como un imperio en el corazón de nuestro gran monarca que servirá para la ejecución de este diseño que él desea ver realizado de esta manera, que es hacer un edificio donde estaría la imagen de este corazón divino para recibir la corte y los tributos

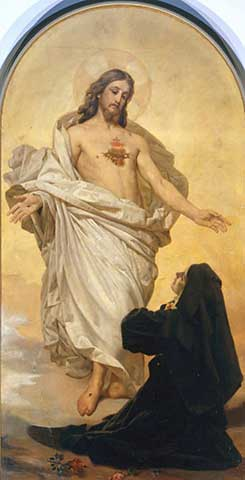
Aparición del Sagrado Corazón a Santa Margarita María de Alacoque. 1888.

Santa María de Alacoque comunicó doce beneficios espirituales de la devoción al Sagrado Corazón de Jesús:

1. A las almas consagradas a mi Corazón, les daré las gracias necesarias para su estado.
2. Daré la paz a las familias.
3. Las consolaré en todas sus aflicciones.
4. Seré su amparo y refugio seguro durante la vida, y principalmente en la hora de la muerte.
5. Derramaré bendiciones abundantes sobre sus empresas.
6. Los pecadores hallarán en mi Corazón la fuente y el océano infinito de la misericordia.
7. Las almas tibias se harán fervorosas.
8. Las almas fervorosas se elevarán rápidamente a gran perfección.
9. Bendeciré las casas en que la imagen de mi Sagrado Corazón esté expuesta y sea honrada.
10. Daré a los sacerdotes la gracia de mover los corazones empedernidos.
11. Las personas que propaguen esta devoción, tendrán escrito su nombre en mi Corazón y jamás será borrado de él.
12. A todos los que comulguen nueve primeros viernes de mes continuos, el amor omnipotente de mi Corazón les concederá la gracia de la perseverancia final.

En una de sus revelaciones, Jesús le dijo a Santa Margarita María: "Yo reinaré a pesar de mis enemigos y a pesar de todo".
El teólogo jesuita Juan Croisset comenzó a escribirse con Santa Margarita María de Alacoque y llegó a ser su colaborador. Por petición de la Santa, publicó el libro «La devoción al Sagrado Corazón de Nuestro Señor Jesucristo» en 1689. También publicó una biografía de Margarita María en 1691. Los jansenistas se opusieron, sin éxito, a la devoción al Sagrado Corazón.
El jesuita José de Gallifet publicó la obra «Excelencia de la devoción al corazón adorable de Jesucristo» en 1735, que contribuyó mucho a que Clemente XIII concediese el 6 de febrero de 1765 a los obispos de Polonia y a la Archicofradía Romana del Sagrado Corazón de Jesús la celebración litúrgica del Sagrado Corazón.
Esta devoción ha sido propagada por los cartujos y los jesuitas.
El 3 de diciembre de 1844 el jesuita Francisco Javier Gautrelet fundó en Vals, Francia, el Apostolado de la Oración, que difunde la devoción al Sagrado Corazón de Jesús.
En 1861 el jesuita Henri Ramière fundó en Francia la revista «El Mensajero del Corazón del Jesús». En 1866 el Apostolado de la Oración en España creó una revista llamada «El Mensajero», que continúa publicándose. En 1915 se creó en España la editorial Mensajero, actualmente dentro del Grupo de Comunicación Loyola, que edita esta revista, libros católicos y, desde 1886, un calendario que lleva el título del Sagrado Corazón Jesús.
A finales del siglo XIX el padre Mateo Crawley-Boevey, de la Congregación de los Sagrados Corazones, ideó un movimiento de regeneración de las familias y de la sociedad a través de una cruzada moral, y para ello fundó la Obra de la Entronización del Sagrado Corazón en los Hogares en Chile. Posteriormente, abogó por esto en escuelas, colegios, fábricas, hospitales, oficinas públicas y privadas, incluso en las imprentas. Los obispos de Chile publicaron en abril de 1913 una carta pastoral colectiva recomendando la entronización y pidieron a Pío X que enriqueciera con indulgencias especiales dicha práctica. Pío X concedió esto a Chile y Benedicto XV extendió estas indulgencias a todo el mundo.
En 1917, en las apariciones de Fátima, el ángel y la Virgen enseñaron a los niños a como rezar y responder a los designios de los Corazones de Jesús y María.
En el siglo XX, el capuchino italiano San Pío de Pietrelcina rezaba una oración en la que se mencionaba a los Sagrados Corazones.
Numerosos países se han consagrado al Sagrado Corazón de Jesús, como algunos países Hispanoamericanos, Uruguay (1875), Polonia (1920) y Brasil (1922).

### Propagación en España

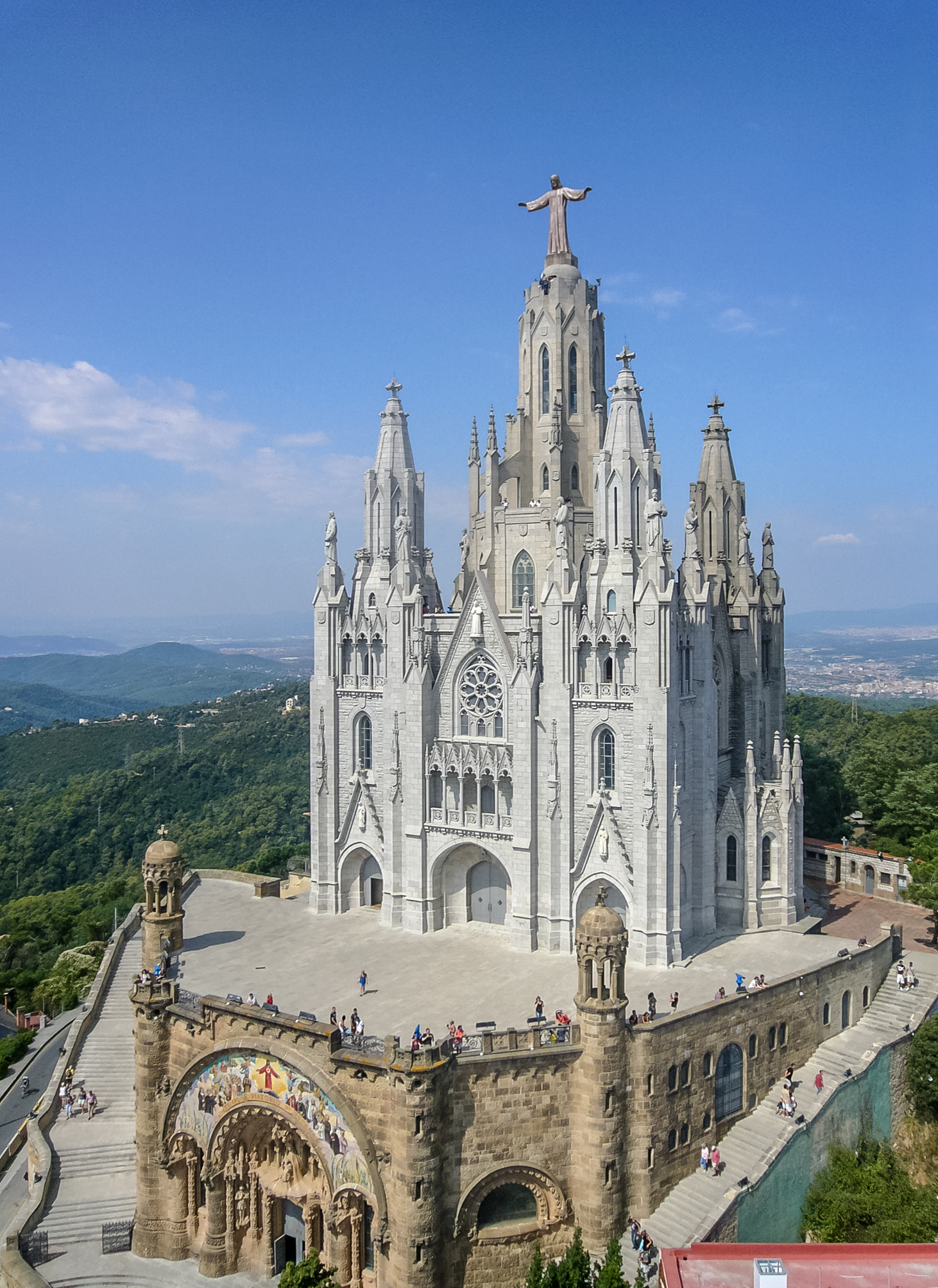
Templo Expiatorio del Sagrado Corazón, Barcelona

A través de los jesuitas, el culto y devoción al Sagrado Corazón llega a España (y a la América española). 
Con la llegada de Felipe V de España, ésta se ve reafirmada por la carta que escribe a Benedicto XIII en 1727, pidiendo Misa y Oficio propio del Sagrado Corazón de Jesús, para todos sus Reinos y Dominios.

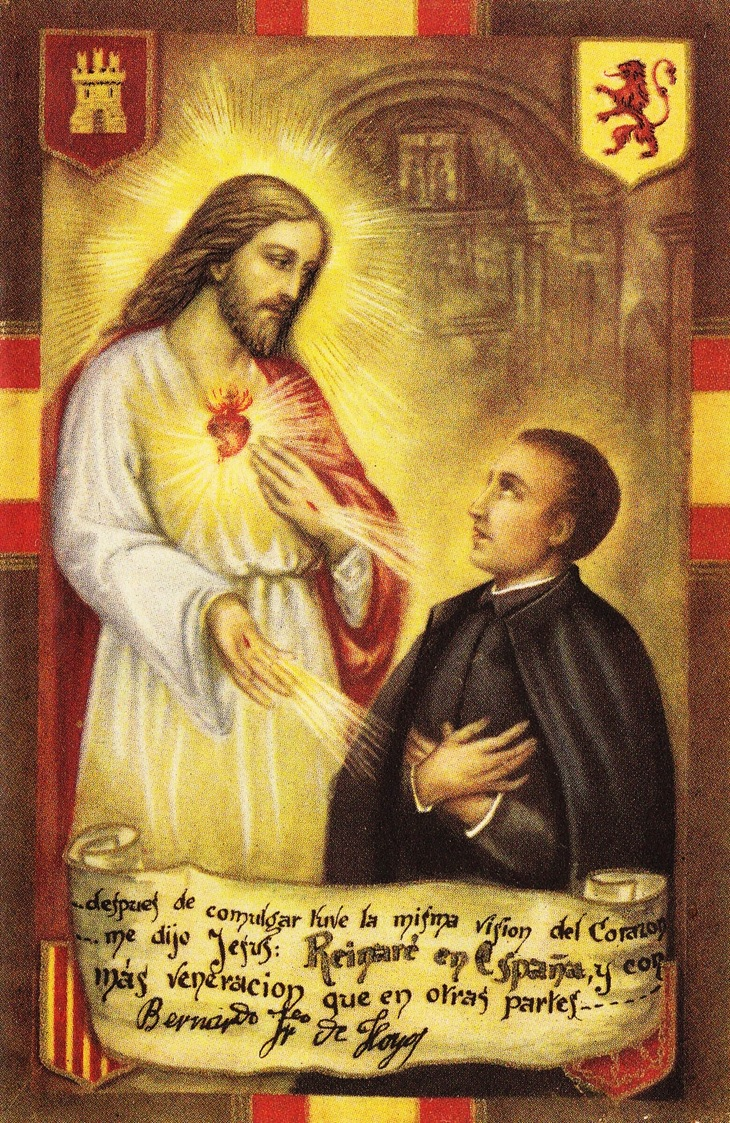
El beato Bernardo de Hoyos tuvo una aparición y revelación del Sagrado Corazón de Jesús que le prometió: "Reinaré en España y con más veneración que en otras partes"

En 1733 el beato Bernardo de Hoyos, jesuita, estaba estudiando Teología en el Colegio de San Ambrosio de Valladolid (actual Santuario Nacional de la Gran Promesa), de la Compañía de Jesús. En abril de aquel año recibió una carta del jesuita Agustín de Cardaveraz, para que Hoyos le tradujese, para un sermón que tenía que predicar, un texto que había escrito el jesuita José Gallifet sobre la institución de la fiesta del Sagrado Corazón de Jesús, incluido en la obra De cultu Sacrosanti Cordes Dei ac Domini Nostri Christi. Tras conocer esta obra, creyó que debía contribuir todo lo que pudiese a la difusión de la devoción del Sagrado Corazón de Jesús en España. El 4 de mayo tuvo una aparición de Jesús, el cual le dijo que le había escogido para difundir la devoción del Sagrado Corazón en España. Esta incluyó una frase que pasó a ser conocida como la Gran Promesa: "Reinaré en España y con más veneración que en otras partes". Le pidió información sobre esta devoción a su director espiritual, Juan de Loyola, que escribió para esto la obra «Tesoro escondido en el Sacratísimo Corazón de Jesús». Este libro se publicó en 1734. Esta publicación fue financiada por el arzobispo de Burgos y se enviaron algunos ejemplares a la Casa Real. Bernardo de Hoyos y Juan de Loyola enviaron este libro a importantes centros religiosos y conventos de España. Celebraron la primera novena al Sagrado Corazón en España en 1735, en la Congregación del Colegio de San Ambrosio. Bernardo de Hoyos divulgó estampas del Sagrado Corazón y consiguió que se publicasen en España.
En la ciudad de Valladolid tiene lugar anualmente la procesión del Sagrado Corazón el viernes después de la festividad del Corpus Christi.
En la tercera guerra carlista el pretendiente al trono español, Carlos María de los Dolores de Borbón y Austria-Este, realizó una consagración de sus tropas al Sagrado Corazón el 16 de junio de 1875 en Orduña.
En el siglo XX se construyó el Templo Expiatorio del Sagrado Corazón en Barcelona.

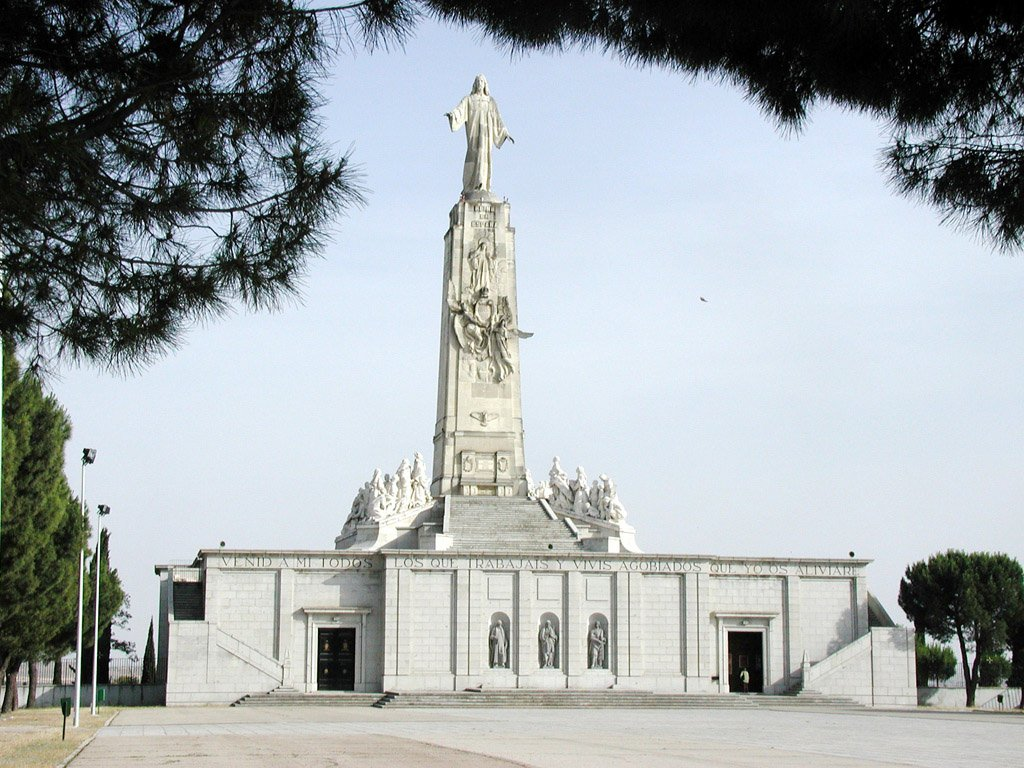
Monumento al Sagrado Corazón en el Cerro de los Ángeles, Getafe.

La consagración oficial fue realizada en Getafe, en el Cerro de los Ángeles, centro geográfico de la península ibérica, el 30 de mayo de 1919, día de Fernando III el Santo. Se presentó un público de 30 000 personas. El nuncio Francesco Ragonesi bendijo el Monumento al Sagrado Corazón construido en este lugar. La construcción había comenzado el 30 de junio de 1916 y, en agosto, el papa Benedicto XV había otorgado indulgencias a los que participasen en la construcción. En la consagración de 1919 el arzobispo de Madrid, Prudencio Melo, presidió la Santa Misa y se leyó un telegrama del papa Benedicto XV. Alfonso XIII dijo:

Corazón de Jesús Sacramentado, Corazón del Dios Hombre, Redentor del Mundo, Rey de Reyes y Señor de los que dominan: 

España, pueblo de tu herencia y de tus predilecciones, se postra hoy reverente ante este trono de tus bondades que para Ti se alza en el centro de la península. Todas las razas que la habitan, todas las regiones que la integran, han constituido en la sucesión de los siglos y a través de comunes azares y mutuas lealtades esta gran patria española, fuerte y constante en el amor a la Religión y en su adhesión a la Monarquía. 
Sintiendo la tradición católica de la realeza española y continuando gozosos la historia de su fe y de su devoción a Vuestra Divina Persona, confesamos que Vos vinisteis a la tierra a establecer el reino de Dios en la paz de las almas, redimidas por Vuestra Sangre y en la dicha de los pueblos que se rijan por vuestra Santa Ley; reconocemos que tenéis por blasón de Vuestra Divinidad conceder participación de Vuestro Poder a los Príncipes de la tierra y que de Vos reciben eficacia y sanción todas las leyes justas, en cuyo cumplimiento estriba el imperio del orden y de la paz. 
Vos sois el camino seguro que conduce a la posesión de la vida eterna: luz inextinguible que alumbra los entendimientos para que conozcan la verdad y principio propulsor de toda vida y de todo legítimo progreso social, afianzándose en Vos y en el poderío y suavidad de vuestra gracia, todas las virtudes y heroísmos que elevan y hermosean el alma. 
Venga, pues, a nosotros tu Santísimo Reino, que es Reino de justicia y de amor. Reinad en los corazones de los hombres, en el seno de los hogares, en la inteligencia de los sabios, en las aulas de la Ciencia y de las Letras, y en nuestras leyes e instituciones patrias. 
Gracias, Señor, por habernos librado misericordiosamente de la común desgracia de la guerra, que tantos pueblos ha desangrado; continuad con nosotros la obra de vuestra amorosa providencia. 
Desde estas alturas que para Vos hemos escogido, como símbolo del deseo que nos anima de que presidáis todas nuestras empresas, bendecid a los pobres, a los obreros, a los proletarios todos para que en la pacífica armonía de todas las clases sociales, encuentren justicia y caridad que haga más suave su vida, más llevadero su trabajo. 

Bendecid al Ejército y a la Marina, brazos armados de la Patria, para que en la lealtad de su disciplina y en el valor de sus armas sean siempre salvaguardia de la Nación y defensa del Derecho. Bendecidnos a todos los que aquí reunidos en la cordialidad de unos mismos santos amores de la Religión y de la Patria, queremos consagraros nuestra vida, pidiéndoos como premio de ella el morir en la seguridad de Vuestro Amor y en el regalado seno de Vuestro Corazón Adorable. Así sea.

Uno de los asistentes a la consagración fue el obispo san Manuel González. Fue un gran devoto del Sagrado Corazón y escribió sobre la presencia del Corazón de Jesús en el sagrario.

Bandera de España con el Sagrado Corazón que usaron los Requetés durante la Guerra Civil Española.

Desde finales del siglo XIX y, sobre todo, tras la consagración de España en 1919, se popularizó en España poner en el exterior de la puerta de las casas placas dedicadas al Sagrado Corazón. Estas van acompañadas de diversos lemas, relacionados con la bendición de las casas o con su reinado en las casas. Una de las frases más populares es "El Sagrado Corazón de Jesús reina en esta casa".
La consagración fue renovada en el mismo lugar el 30 de mayo de 1969. El 30 de junio de 2019 se renovó la consagración en el monumento del Cerro de los Ángeles por el arzobispo de Madrid, Carlos Osoro, en presencia de numerosos obispos, entre los que se encontraban el arzobispo de Toledo y primado de España y el nuncio.
Además de la edición española de «El Mensajero» (1866), se crearon otras revistas que difundieron esta devoción: «El Corazón de Jesús en el Tibidabo» fue fundada en 1906; entre 1961 y 1987 se publicó la revista «Tibidabo», oficial del Templo Nacional Expiatorio del Tibidabo; «Reinado Social del Sagrado Corazón: revista mensual e ilustrada dirigida por los Padres de los Sagrados Corazones» fue fundada en 1917 y editada hasta la Guerra Civil; y entre 1937 y los años 70 se publicó «Reinaré en España», oficial del Santuario Nacional de la Gran Promesa en Valladolid.

### Propagación en Hispanoamérica

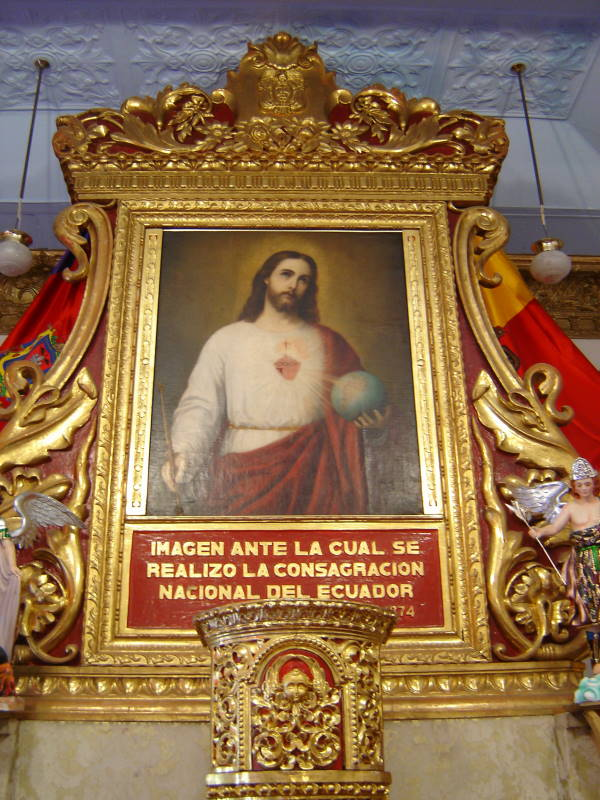
Lugar del Voto Nacional en la Basílica de la Consagración de Jesús (Quito, Ecuador)

A la vez que la devoción al Sagrado Corazón se extendía por España, por mediación de los jesuitas y apoyados por la carta del Felipe V de España al papa, la devoción se vio impulsada por América y las Filipinas.
La República del Ecuador, el 25 de marzo de 1874, fue el primer país en el mundo que se consagró oficialmente al Sagrado Corazón de Jesús y al Inmaculado Corazón de María. Esto se hizo en la Presidencia del doctor Gabriel García Moreno. El Gobierno Nacional, determinó que en honor a esta consagración se construyera en Quito una gran basílica denominada Basílica del Voto Nacional. 
En el Perú, la iglesia de San Pedro de los jesuitas (Basílica y Convento de San Pedro) es el Santuario Nacional del Corazón de Jesús. En junio se realizan en esta iglesia las celebraciones del Sagrado Corazón de Jesús durante todo el mes, culminando con una procesión de su imagen; esta procesión se lleva a cabo desde 1878.
En Chile, el Sagrado Corazón de Jesús es el patrono de la Armada y también el de los ferrocarrileros. También es el patrono de la Pontificia Universidad Católica. 

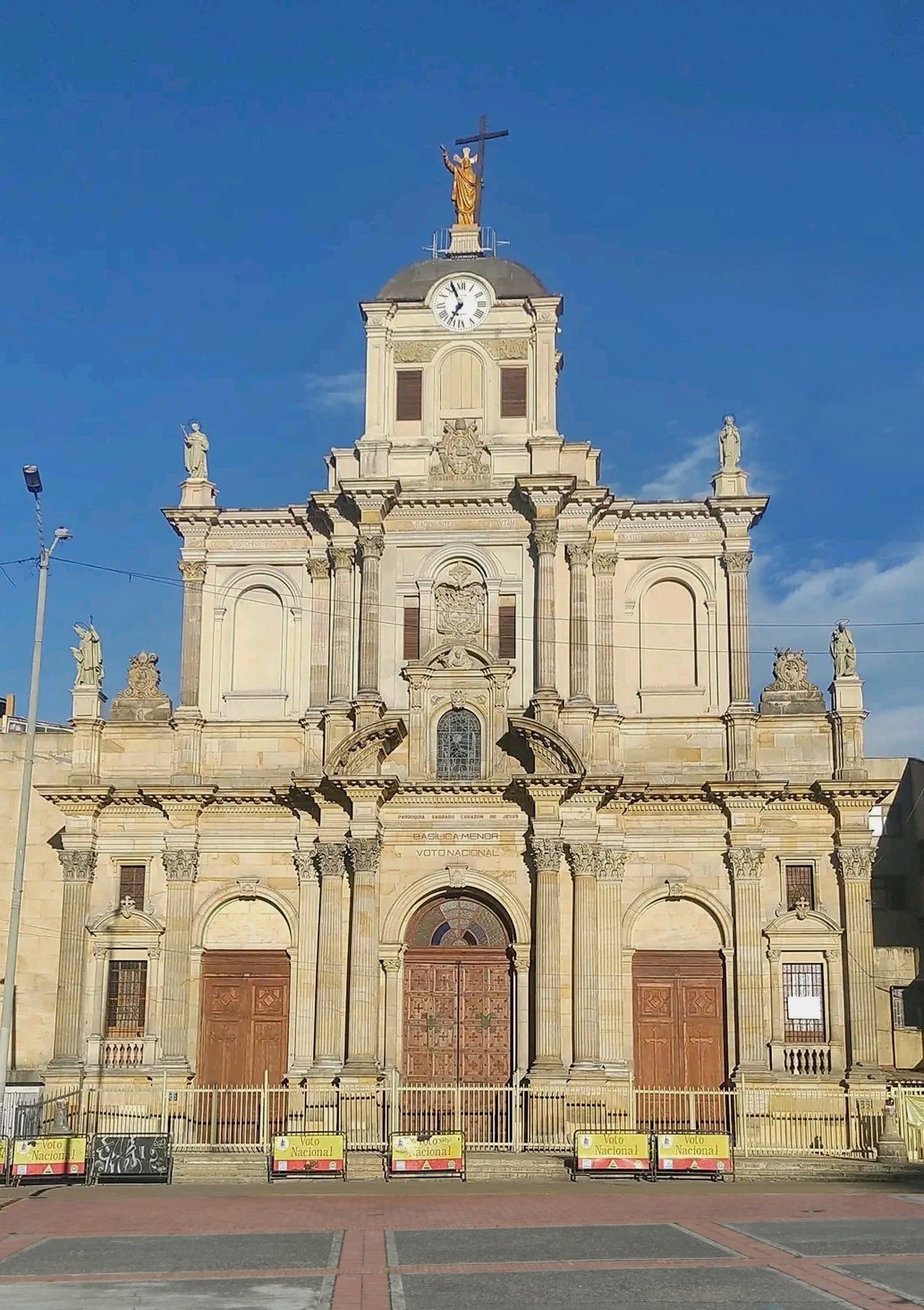
Basílica del Sagrado Corazón de Jesús, Templo del Voto Nacional en Bogotá, Colombia.

En Colombia, el arzobispo Bernardo Herrera Restrepo propuso, el 6 de abril de 1902, en los últimos meses de la Guerra de los Mil Días, que el país se consagrase al Sagrado Corazón. El 18 de mayo de 1902 Colombia promulgó el Decreto 820, por el que consagraba el país al Sagrado Corazón. Se realizó un acto de consagración del país y de Bogotá el 22 de junio de 1902. El 21 de noviembre de 1902 se firmó el Tratado de Wisconsin, que puso fin a la guerra, lo que fue interpretado como una bendición por haber realizado la consagración. El 4 de agosto de 1994, la Corte Constitucional de Colombia declaró  la inexequibilidad de la norma a través de la cual se consagró Colombia al Sagrado Corazón de Jesús. En 2006, el Sagrado Corazón de Jesús fue nominado como símbolo cultural de Colombia en el concurso organizado por la revista Semana' con el apoyo de Caracol TV, el Ministerio de Cultura y Colombia es pasión. 
Otros países de Hispanoamérica consagrados al Sagrado Corazón son: El Salvador (1875), Uruguay (1875), República Dominicana (1895), Venezuela (1900), Nicaragua (1920), Costa Rica (1921), México (11 de octubre de 1924 y 23 de junio de 2006 con un mensaje del papa Benedicto XVI), Bolivia (1925), Honduras (1928), Chile (1946) y Perú (1954, 1993 y 2016).
En México para ser más exactos en León, Guanajuato, se encuentra el Templo Expiatorio del Sagrado Corazón de Jesús; además la Catedral de Ciudad Victoria, capital del estado de Tamaulipas tiene al Sagrado Corazón como patrono.
En casi todos los templos católicos de este país se le dedica una capilla.
En Panamá la Conferencia Episcopal Panameña anunció que el jueves 11 de enero de 2007 se realizó públicamente el acto de Consagración Nacional de la República de Panamá al Sagrado Corazón de Jesús. A lo largo de todo el territorio nacional hay muchas capillas dedicadas a la devoción al Sagrado Corazón de Jesús y muchas parroquias principales cuentan con la imagen dentro de sus templos.

### Consecución de las peticiones del Sagrado Corazón

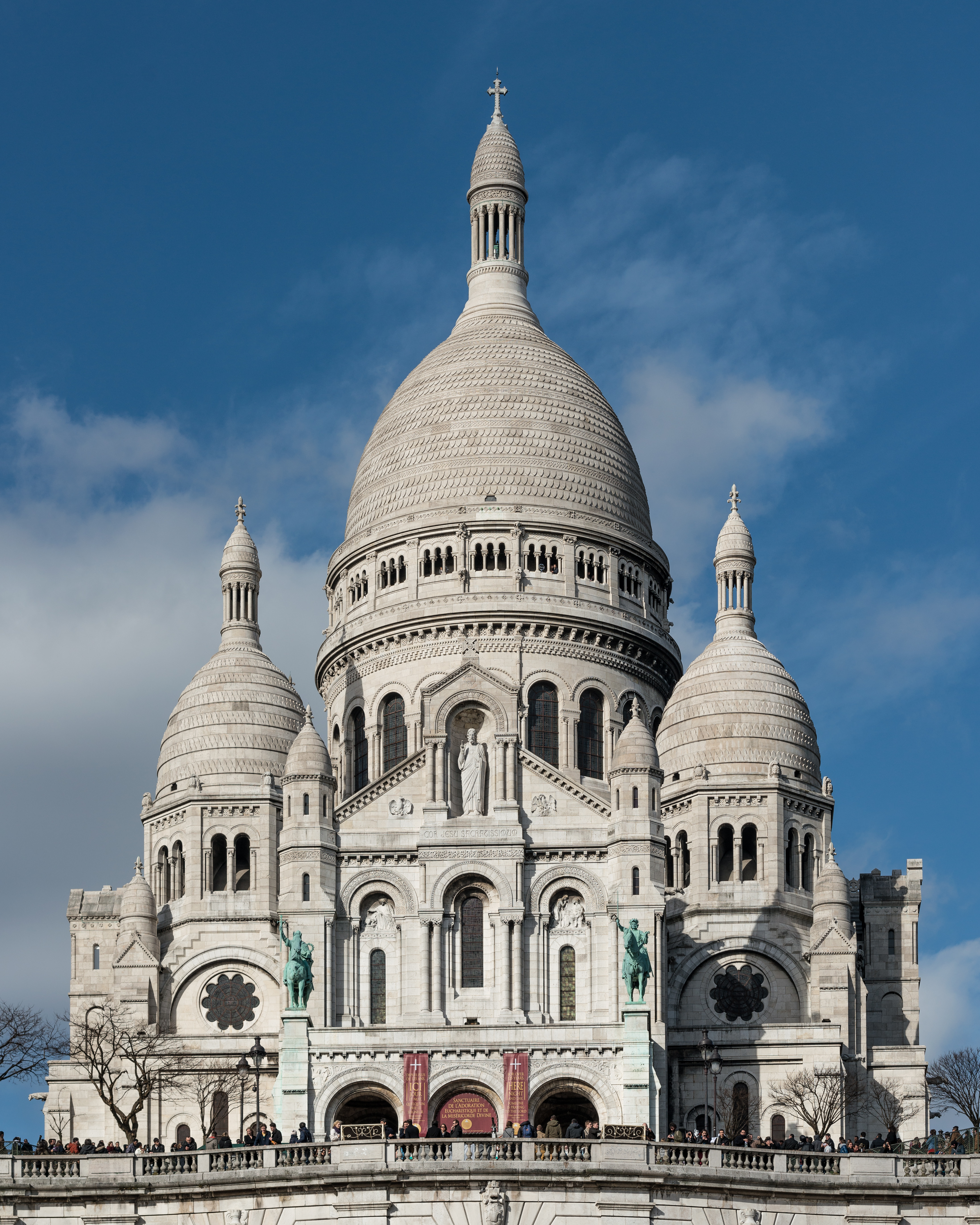
Basílica del Sagrado Corazón, en el barrio de Montmartre, París.

En 1818 se publicó un libro llamado «Le salut de la France», del historiador jesuita Jean Nicolas Loriquet, que incluía un documento llamado «El voto de Luis XVI». El superior general de los eudistas, François-Louis Hébert, lo habría recibido, como confesor del rey, cuando el monarca estaba preso en la prisión del Temple en 1792. Según este texto Luis XVI habría prometido solemnemente, si recuperaba su libertad real, corona y poder, revocar todas las leyes que le indicara el papa o un concilio, en particular la constitución civil del clero. También se habría comprometido a establecer una fiesta solemne en honor del Sagrado Corazón, a ir a Notre Dame para pronunciar un acto solemne de consagración de su persona, su familia y su reino al Sagrado Corazón, acto que se renovaría cada año, y, finalmente, a erigir una capilla o altar conmemorativo.
El 16 de junio de 1875 se honró la solicitud de construir un edificio dedicado al Sagrado Corazón, que indicó Margarita María Alacoque. El arzobispo de París puso la primera piedra de la Basílica del Sagrado Corazón de Montmartre concebida como el Voto Nacional por la ley del 24 de julio de 1873. Fue finalizada en 1919.
En lo que respecta a los estandartes del Sagrado Corazón, indicados por Margarita María Alacoque, esto fue realizado en la inauguración del un memorial, el 8 de diciembre de 2014, en el que están presentes las banderas de Francia, Japón, Camboya, la ASEAN y Rusia, así como una bandera con el Sagrado Corazón y, como pidió Claire Ferchaud en el siglo XX, una del Sagrado Corazón en la bandera de Francia.
|                  |
| Sagrado Corazón. |

|                                           |
| Sagrado Corazón en la bandera de Francia. |

## En insignias
El 16 de julio de 1251 la Virgen se apareció al fraile carmelita san Simón Stock y le entregó el escapulario. El escapulario carmelita tiene una imagen del Sagrado Corazón en un lado y una imagen de la Virgen del Carmen en el otro.
Margarita María escribió, el 2 de marzo de 1686, que Jesús le había dicho que había que hacer placas del Sagrado Corazón de Jesús para poner en las casas y otras más pequeñas para llevarlas puestas. Los emblemas del Sagrado Corazón se popularizaron durante una plaga en Marsella en 1720. Entre los regalos que el papa Benedicto XIV, en el 1748, envió a la princesa polaca Mary Lczinska con la ocasión de su matrimonio con el rey de Francia Luis XV, habían, de acuerdo a las memorias de ese tiempo, “muchos escudos del Sagrado Corazón hechos de tafetán rojo y bordados en oro”. Durante la Revolución Francesa, los defensores del rey y de la Iglesia Católica, conocidos como chuanes, llevaban escapularios con el Sagrado Corazón.
Estelle Faguete dijo haber recibido de la Virgen María en Pellevoisin en 1876 un escapulario con el Sagrado Corazón y la Virgen Madre de la Misericordia. Este escapulario fue aprobado por un decreto de la Sagrada Congregación de Ritos el 4 de abril de 1900.
Las insignias con el Sagrado Corazón en un trozo de tela, a modo de escapulario, se popularizaron en España a finales del siglo XIX. Estas insignias son conocidas como "detentes". Es habitual que tengan escrito: "Detente, el corazón de Jesús está conmigo".
En la guerra civil española los soldados católicos lo llevaban para protegerse del fuego enemigo y se les conoció como "detente bala".

## Celebración litúrgica

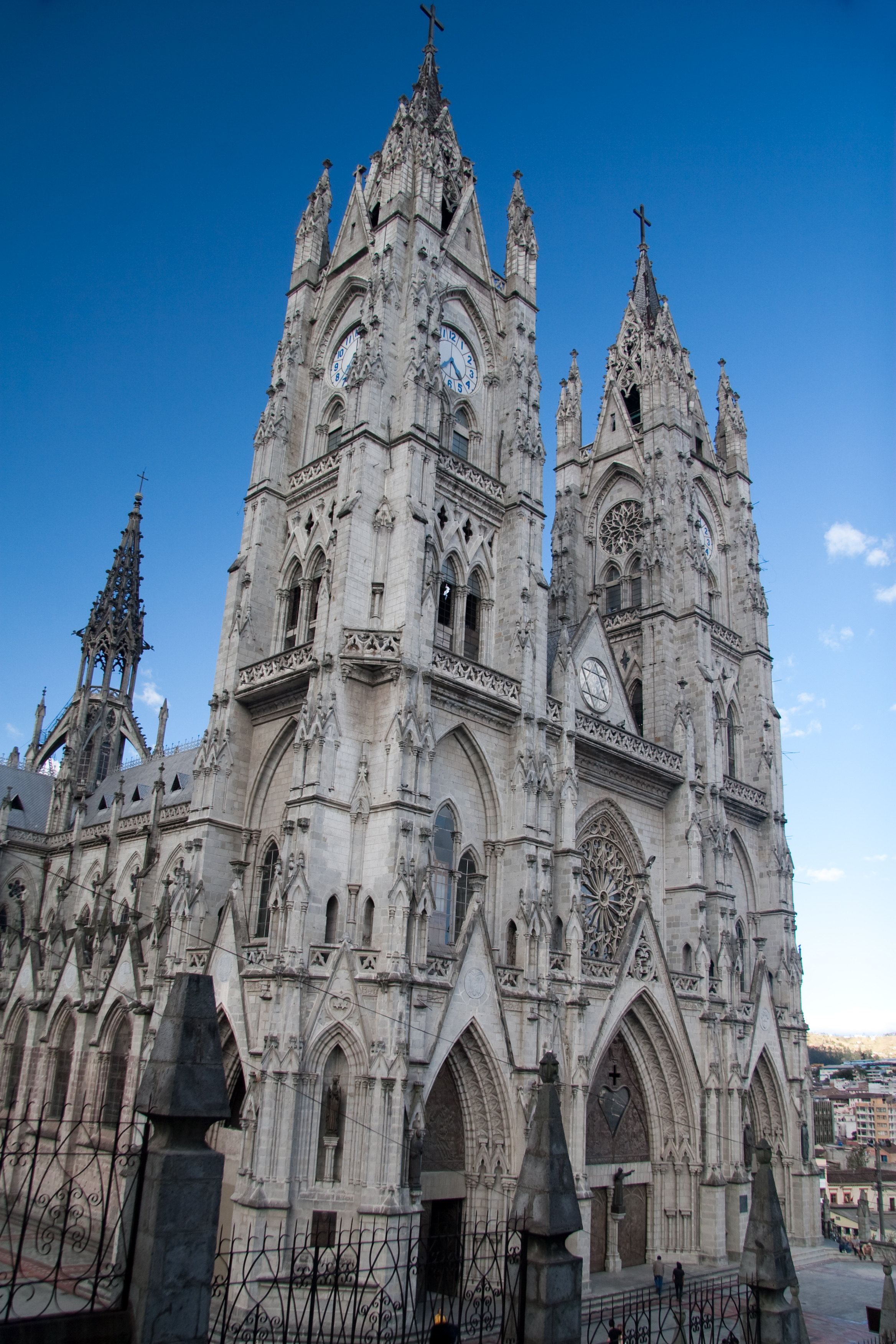
Basílica del Sagrado Voto Nacional en Quito, Ecuador

En el rito romano, la celebración litúrgica del Sagrado Corazón de Jesús es una solemnidad (fiesta de 1.ª clase en la clasificación del papa San Juan XXIII) y se festeja el viernes posterior al segundo domingo después de Pentecostés, es decir el viernes que oscile entre el 29 de mayo y el 2 de julio. Esta fecha fue elegida por ser entonces el día viernes inmediatamente sucesivo a la octava litúrgica de Corpus Christi, octava que más tarde fue abolida por el papa Pío XII (en 1955).
Se celebra de color blanco (u oro). Es Misa letra B, es decir: 1) se permite la Misa Exequial (Cf. Institución General del Misal Romano, n. 380; y 2) En la celebración del matrimonio se dice la Misa la de la solemnidad indicada en el calendario, pero se puede sustituir una de las lecturas del día por una de las que corresponden a la celebración del matrimonio (cf. Ordo celebrandi Matrimonium, 2.ª ed. n. 34). 
Todo el mes de junio está, de algún modo, dedicado por la piedad cristiana al Corazón de Cristo.
San Juan Eudes es el autor del primer oficio litúrgico en honor del Sagrado Corazón de Jesús, cuya fiesta solemne se celebró por primera vez, con el beneplácito de muchos obispos franceses, el 20 de octubre de 1672.
Clemente XIII concedió, el 6 de febrero de 1765, la celebración litúrgica del Sagrado Corazón a los obispos de Polonia y a la Archicofradía Romana del Sagrado Corazón de Jesús.
El 23 de agosto de 1856, el papa Pío IX, "acogiendo las súplicas de los obispos de Francia, y de casi todo el mundo católico, extendió a toda la Iglesia la fiesta del Sagrado Corazón".
El 6 de febrero de 1965, Pablo VI publicó la carta apostólica «Investigabiles divitas Christi» para conmemorar el segundo centenario de la institución de la festividad.
| Año  | Fecha       | Año  | Fecha       |
| ---- | ----------- | ---- | ----------- |
| 2022 | 24 de junio | 2034 | 16 de junio |
| 2023 | 16 de junio | 2035 | 1 de junio  |
| 2024 | 7 de junio  | 2036 | 20 de junio |
| 2025 | 27 de junio | 2037 | 12 de junio |
| 2026 | 12 de junio | 2038 | 2 de julio  |
| 2027 | 4 de junio  | 2039 | 17 de junio |
| 2028 | 24 de junio | 2040 | 8 de junio  |
| 2029 | 8 de junio  | 2041 | 28 de junio |
| 2030 | 28 de junio | 2042 | 13 de junio |
| 2031 | 20 de junio | 2043 | 5 de junio  |
| 2032 | 4 de junio  | 2044 | 24 de junio |
| 2033 | 24 de junio |      |             |

## El Sagrado Corazón en el Magisterio de la Iglesia

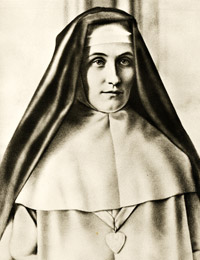
La Beata María del Divino Corazón pidió al papa León XIII que consagrara todo el mundo al Sagrado Corazón de Jesús, lo que el pontífice hizo en 1899.

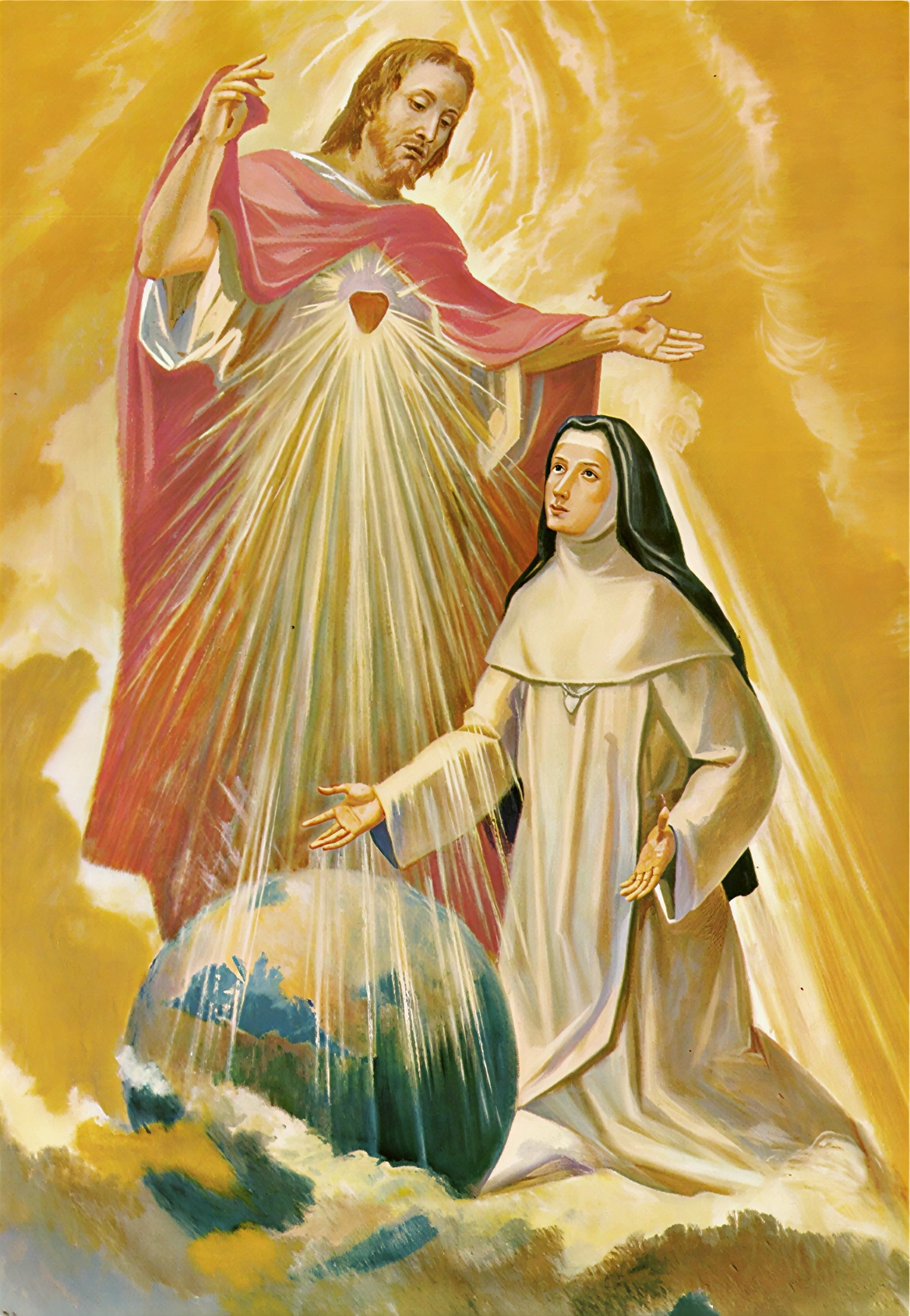
Pintura con la visión del Corazón de Jesús por la Beata María del Divino Corazón Droste zu Vischering.

El papa Pío VI defendió, frente al jansenismo, la devoción al Sagrado Corazón en la bula Auctorem Fidei, del 28 de agosto de 1794.
Después de las cartas de la Beata María del Divino Corazón Droste zü Vischering (1863-1899) con la petición, en el nombre del propio Cristo, para que el papa León XIII consagrara el mundo entero al Sagrado Corazón de Jesús, el pontífice designó comisiones de grupos de teólogos para examinar su petición sobre la base de la revelación mística y la tradición sagrada. Esta investigación resultó positiva. Siguiendo la revisión teológica, León XIII, en su encíclica Annum Sacrum (25 de mayo de 1899) consideró que la humanidad en su totalidad debía ser consagrada al Sagrado Corazón de Jesús, declarando que en la iglesia principal de cada ciudad se hiciese con la fórmula que remitía con la encíclica el 11 de junio del mismo año la consagración de toda la humanidad al Sagrado Corazón de Jesús. Para León XIII, el Sagrado Corazón tiene:

la cualidad de ser símbolo e imagen expresiva de la infinita caridad de Jesucristo, que nos incita a devolverle amor por amor.

Pío XII desarrolla en su encíclica Haurietis aquas, de 15 de mayo de 1956, los fundamentos teológicos y beneficios que supone el culto al Sagrado Corazón. En ella se dice:

[…] el Corazón de Jesús es el corazón de una persona divina, es decir, del Verbo Encarnado, y que, por consiguiente, representa y pone ante los ojos todo el amor que Él nos ha tenido y nos tiene aún. Y aquí está la razón de por qué el culto al Sagrado Corazón se considera, en la práctica, como la más completa profesión de la religión cristiana.

Esta encíclica está citada en el punto 478 del Catecismo de la Iglesia Católica aprobado por san Juan Pablo II el 15 de agosto de 1997:

Jesús, durante su vida, su agonía y su pasión nos ha conocido y amado a todos y a cada uno de nosotros y se ha entregado por cada uno de nosotros: "El Hijo de Dios me amó y se entregó a sí mismo por mí" (Ga 2, 20). Nos ha amado a todos con un corazón humano. Por esta razón, el sagrado Corazón de Jesús, traspasado por nuestros pecados y para nuestra salvación (cf. Jn 19, 34), "es considerado como el principal indicador y símbolo...del amor con que el divino Redentor ama continuamente al eterno Padre y a todos los hombres. (Pío XII, Enc. Haurietis aquas: DS 3924; cf. DS 3812).

El papa Francisco ha considerado al Sagrado Corazón "el símbolo por excelencia de la misericordia de Dios".

## Congregaciones y hermandades

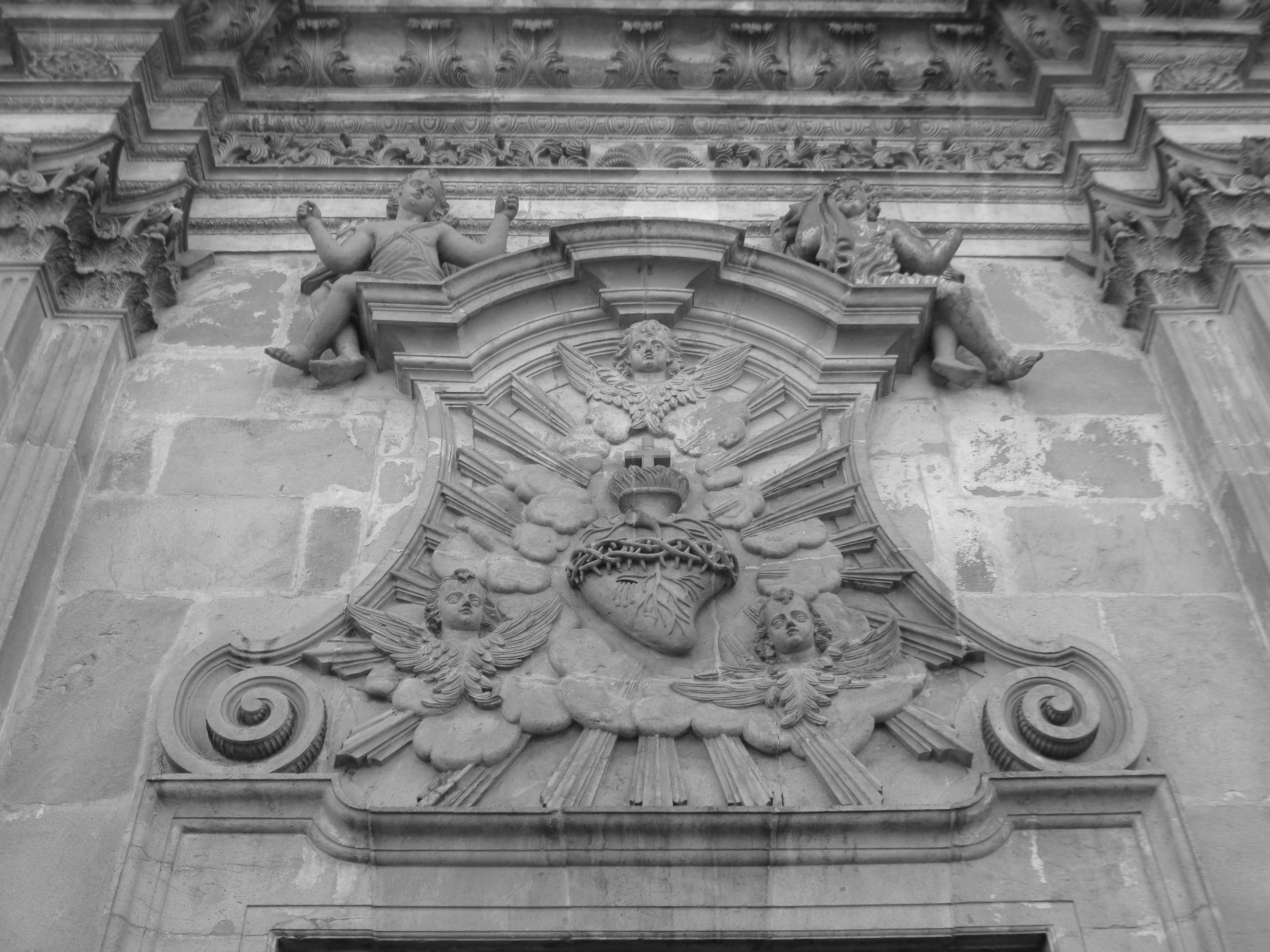
Corazón de Jesús, detalle de la fachada de la Iglesia de La Compañía en Quito.

En el 1800 Magdalena Sofía Barat fundó en París, Francia, la Sociedad del Sagrado Corazón de Jesús. Ese mismo año Pedro Coudrin fundó la Congregación de los Sagrados Corazones, también en París.
En 1821, Padre André Coindre, predicador, funda en Lyon Francia, en 30 de septiembre, los Hermanos del Sagrado Corazón, para la educación de los niños y jóvenes, especialmente en las escuelas rurales. 
En 1867, san Daniel Comboni Pace fundó la Compañía de los Hijos del Sagrado Corazón de Jesús. Con el tiempo, se crearon tensiones entre la rama alemana y la italiana, hasta que en 1975 decidieron reunirse en una sola congregación, los Misioneros Combonianos del Corazón de Jesús.
En 1872 Catalina de María fundó en Córdoba, Argentina, la Congregación de Esclavas del Corazón de Jesús, para la educación de la juventud.
En 1877 Rafaela Porras y Ayllón fundó en Madrid, España, la Congregación de las Esclavas del Sagrado Corazón de Jesús.
En 1885 Celia Méndez y el obispo beato Marcelo Spínola fundaron en Coria, España, la Congregación de Esclavas del Divino Corazón.
El canónigo Antonino Celona y la religiosa Anna Maria Palermo fundaron en Mesina, Italia, el 22 de febrero de 1918, la Congregación de Siervas Reparadoras del Sagrado Corazón de Jesús.
León Dehon fundó, el 28 de junio de 1878 en San Quintín, Francia, la Congregación de los Sacerdotes del Sagrado Corazón de Jesús, que promovió esta devoción.
El Beato Manuel Domingo y Sol fundó, en 1883, la Hermandad de Sacerdotes Operarios Diocesanos del Corazón de Jesús en Tortosa, España, para la formación de las vocaciones, la educación de la juventud y la reparación al Corazón de Jesús. 
En 1897, la Beata Concepción Cabrera de Armida fundó la Congregación de las Religiosas de la Cruz del Sagrado Corazón de Jesús, cuyo principal propósito es la adoración al Santísimo Sacramento día y noche y expiar las injurias inferidas al Corazón de Jesús.
En Alhaurín el Grande, provincia de Málaga, España, el día del Sagrado Corazón es conocido como el Día de Jesús, y la Hermandad de Nuestro Padre Jesús Nazareno organiza en aquellos días de junio una procesión del titular desde la Ermita de San Sebastián a la Parroquia de Nuestra Señora de la Encarnación y, días después, otra de vuelta, entre otros actos conmemorativos. Esta tradición data de 1883.